# Chang-čou Lu-čcheng
Chang-čou Lu-čcheng (čínsky pchin-jinem Hángzhōu Lǜchéng, znaky zjednodušené 杭州绿城, tradiční 杭州綠城) je čínský profesionální fotbalový klub, který sídlí ve městě Chang-čou v provincii Če-ťiang. Založen byl v roce 1998 pod názvem Če-ťiang Lu-čcheng. Svůj současný název nese od roku 2014. Klubové barvy jsou zelená a bílá. Od sezóny 2017 působí v čínské druhé nejvyšší fotbalové soutěži.
Své domácí zápasy odehrává na stadionu Chuang-lung s kapacitou 52 672 diváků.
Plný název klubu je Fotbalový klub Chang-čou Lu-čcheng (čínsky v českém přepisu Chang-čou Lu-čcheng cu-čchiou ťü-le-pu, pchin-jinem Hángzhōu Lǜchéng zúqiú jùlèbù, znaky zjednodušené 杭州绿城足球俱乐部)

## Historické názvy
- 1998 – Če-ťiang Lu-čcheng (Če-ťiang Lu-čcheng cu-čchiou ťü-le-pu)
- 2003 – Če-ťiang San-chua Lu-čcheng (Če-ťiang San-chua Lu-čcheng cu-čchiou ťü-le-pu)
- 2004 – Če-ťiang Lu-čcheng (Če-ťiang Lu-čcheng cu-čchiou ťü-le-pu)
- 2006 – Če-ťiang Bebei Lu-čcheng (Če-ťiang Bebei Lu-čcheng cu-čchiou ťü-le-pu)
- 2007 – Če-ťiang Lu-čcheng (Če-ťiang Lu-čcheng cu-čchiou ťü-le-pu)
- 2009 – Chang-čou Lu-čcheng (Chang-čou Lu-čcheng cu-čchiou ťü-le-pu)
- 2010 – Chang-čou Nabel Lu-čcheng (Chang-čou Nabel Lu-čcheng cu-čchiou ťü-le-pu)
- 2011 – Chang-čou Lu-čcheng (Chang-čou Lu-čcheng cu-čchiou ťü-le-pu)
- 2012 – Chang-čou 9Top Lu-čcheng (Chang-čou 9Top Lu-čcheng cu-čchiou ťü-le-pu)
- 2013 – Chang-čou Daikin Lu-čcheng (Chang-čou Daikin Lu-čcheng cu-čchiou ťü-le-pu)
- 2014 – Chang-čou Lu-čcheng (Chang-čou Lu-čcheng cu-čchiou ťü-le-pu)

## Známí hráči
- Marek Jarolím (2013)
- Matthew Spiranovic (2015–)
- Tim Cahill (2016)

## Umístění v jednotlivých sezonách
Stručný přehled
Zdroj:
- 1999–2000: Chinese Yi League South
- 2001–2003: Chinese Jia-B League
- 2004–2006 : China League One
- 2007–2016 : Chinese Super League
- 2017– : China League One

Jednotlivé ročníky
Zdroj:
Legenda: Z - zápasy, V - výhry, R - remízy, P - porážky, VG - vstřelené góly, OG - obdržené góly, +/- - rozdíl skóre, B - body, červené podbarvení - sestup, zelené podbarvení - postup, fialové podbarvení - reorganizace, změna skupiny či soutěže
| Čínská lidová republika (1999 –) |                         |        |    |    |    |    |    |    |     |    |        |
| Sezóny                           | Liga                    | Úroveň | Z  | V  | R  | P  | VG | OG | +/- | B  | Pozice |
| 1999                             | Chinese Yi League South | 3      | 10 | 3  | 2  | 5  | 12 | 15 | -3  | 11 | 5.     |
| 2000                             | Chinese Yi League South | 3      | 12 | 7  | 2  | 1  | 20 | 9  | +11 | 23 | 8.     |
| 2001                             | Chinese Jia-B League    | 2      | 22 | 6  | 10 | 6  | 33 | 26 | +7  | 28 | 8.     |
| 2002                             | Chinese Jia-B League    | 2      | 22 | 8  | 5  | 9  | 29 | 33 | -4  | 29 | 7.     |
| 2003                             | Chinese Jia-B League    | 2      | 26 | 6  | 9  | 11 | 39 | 39 | 0   | 27 | 10.    |
| 2004                             | China League One        | 2      | 32 | 12 | 9  | 11 | 38 | 39 | -1  | 45 | 8.     |
| 2005                             | China League One        | 2      | 26 | 17 | 4  | 5  | 50 | 23 | +27 | 55 | 3.     |
| 2006                             | China League One        | 2      | 24 | 17 | 4  | 3  | 41 | 18 | +23 | 55 | 2.     |
| 2007                             | Chinese Super League    | 1      | 28 | 6  | 10 | 12 | 25 | 35 | -10 | 28 | 11.    |
| 2008                             | Chinese Super League    | 1      | 30 | 9  | 12 | 9  | 38 | 32 | +6  | 39 | 9.     |
| 2009                             | Chinese Super League    | 1      | 30 | 8  | 8  | 14 | 30 | 43 | -13 | 32 | 15.    |
| 2010                             | Chinese Super League    | 1      | 30 | 13 | 9  | 8  | 38 | 30 | +8  | 48 | 4.     |
| 2011                             | Chinese Super League    | 1      | 30 | 10 | 9  | 11 | 28 | 32 | -4  | 39 | 8.     |
| 2012                             | Chinese Super League    | 1      | 30 | 9  | 9  | 12 | 34 | 46 | -12 | 36 | 11.    |
| 2013                             | Chinese Super League    | 1      | 30 | 8  | 10 | 12 | 34 | 42 | -8  | 34 | 12.    |
| 2014                             | Chinese Super League    | 1      | 30 | 8  | 8  | 14 | 43 | 60 | -17 | 32 | 12.    |
| 2015                             | Chinese Super League    | 1      | 30 | 8  | 9  | 13 | 27 | 35 | -8  | 33 | 11.    |
| 2016                             | Chinese Super League    | 1      | 30 | 8  | 8  | 14 | 28 | 37 | -9  | 32 | 15.    |
| 2017                             | China League One        | 2      | 30 |    |    |    |    |    |     |    |        |

## Účast v asijských pohárech
Zdroj:
| Ročník | Soutěž          | Kolo               | Klub           | Doma | Venku | Celkem   |
| ------ | --------------- | ------------------ | -------------- | ---- | ----- | -------- |
| 2011   | Liga mistrů AFC | Základní skupina F | Nagoya Grampus | 2:0  | 0:1   | 4. místo |
| 2011   | Liga mistrů AFC | Základní skupina F | FC Seoul       | 1:1  | 0:3   | 4. místo |
| 2011   | Liga mistrů AFC | Základní skupina F | Al Ain FC      | 0:0  | 0:1   | 4. místo |